# The Old Guard (Film)
The Old Guard ist ein Fantasy-Action-Film von Gina Prince-Bythewood, der am 10. Juli 2020 in das Programm von Netflix aufgenommen wurde. Der Film basiert auf einer gleichnamigen Graphic-Novel-Reihe von Greg Rucka und Leandro Fernández. Der Film wurde mit The Old Guard 2 fortgesetzt.

## Handlung
Die „alte Garde“, eine Söldnertruppe von Unsterblichen, wird von einer Kriegerin namens Andy angeführt. Die Mitglieder der kleinen Truppe lebten und kämpften in unterschiedlichen historischen Epochen der Zeitgeschichte, bis jedes einzelne Mitglied von ihnen nach dem Tod feststellte, dass es über besondere Selbstheilungskräfte verfügt. Andy, die Älteste der Unsterblichen, kämpfte bereits vor Jahrtausenden als Andromache von Scythia. Joe und Nicky, die während einem der Kreuzzüge starben, schlossen sich ihr an und sind seit vielen Jahrhunderten nicht nur Waffenbrüder, sondern ein Liebespaar. Sebastian genannt Booker wurde im Kampf für Napoleon getötet. Gemeinsam kämpfen die Unsterblichen für das Gute auf der Welt, was sie im Laufe der Jahrhunderte zu einer Art Familie zusammengeschweißt hat.
Als sie gegen Andys anfängliches Zögern eine humanitäre Befreiungsmission im Südsudan übernehmen, werden sie dort von ihren Auftraggebern in eine Falle gelockt und können sich nur durch ihre extremen Kampfkünste aus der Situation befreien. Was sie nicht ahnen: Der skrupellose Milliardär und Pharmaunternehmer Merrick will die Truppe in seine Gewalt bringen, um das Geheimnis ihrer Unsterblichkeit zu ergründen und für seine Produktentwicklung auszubeuten.
Nachdem ein Taliban-Führer der US-Unteroffizierin Nile Freeman während des Krieges in Afghanistan die Kehle aufgeschlitzt hat, sie am nächsten Tag jedoch von den Toten erwacht und völlig genesen ist, wird sie als das erste neue Mitglied der Unsterblichen seit 200 Jahren in das Team aufgenommen. Kurz darauf gelingt es Merricks Söldnern, Joe und Nicky gefangen zu nehmen.
Nun müssen Andy und das neue Teammitglied Nile mit allen notwendigen Mitteln versuchen zu verhindern, dass man ihre besonderen Fähigkeiten und Eigenschaften repliziert, um damit Geld zu verdienen.

## Produktion

### Vorlage, Stab und Besetzung
Der Film basiert auf der Graphic-Novel-Reihe The Old Guard von Greg Rucka und Leandro Fernández, die seit Februar 2017 erscheint. Rucka adaptierte die Vorlage auch für den Film. Regie führte Gina Prince-Bythewood. The Old Guard war als Auftakt einer Filmtrilogie geplant, und eine erste Fortsetzung wurde bereits gedreht.

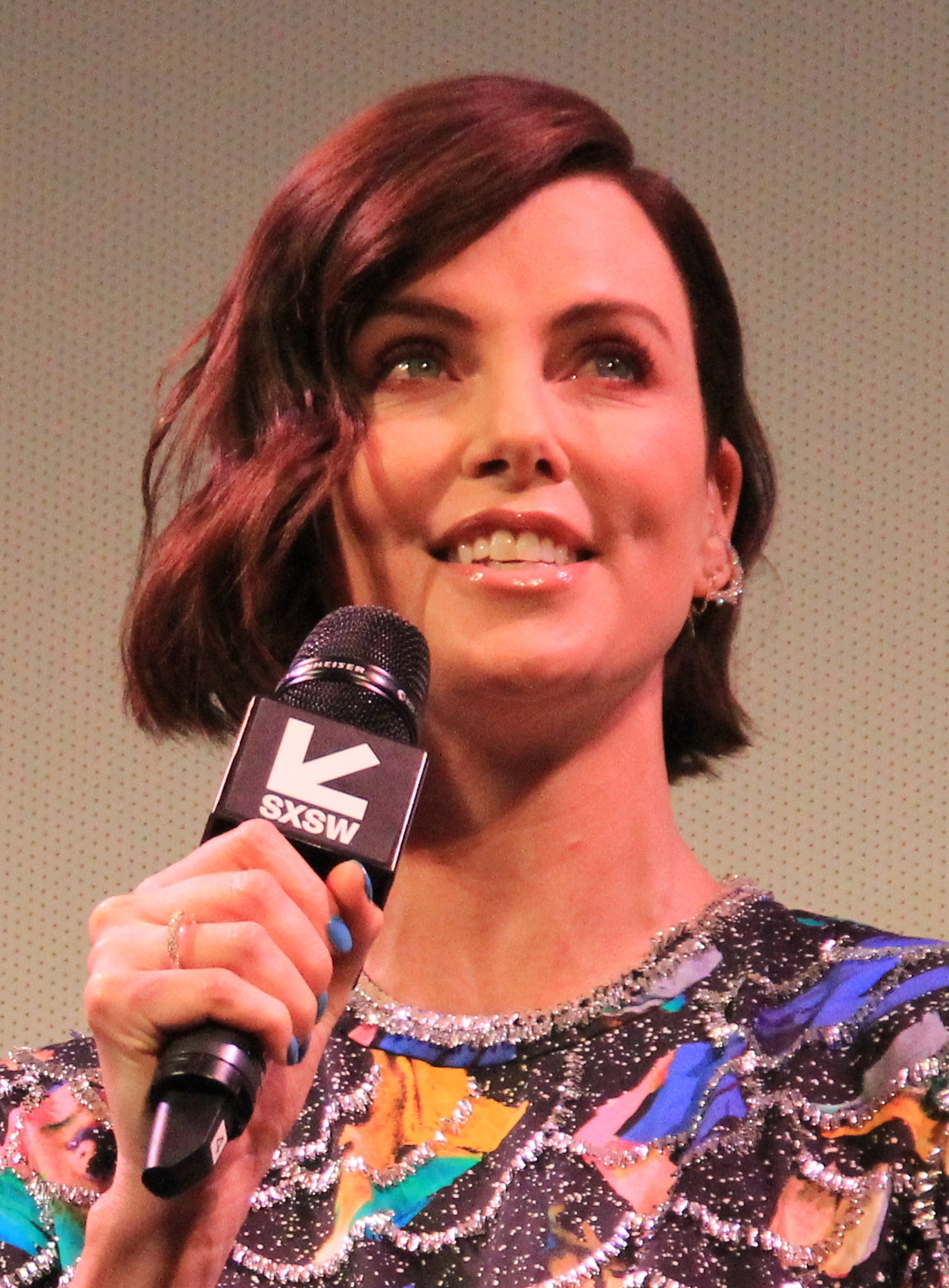
Charlize Theron spielt Andy, die Anführerin der Wache
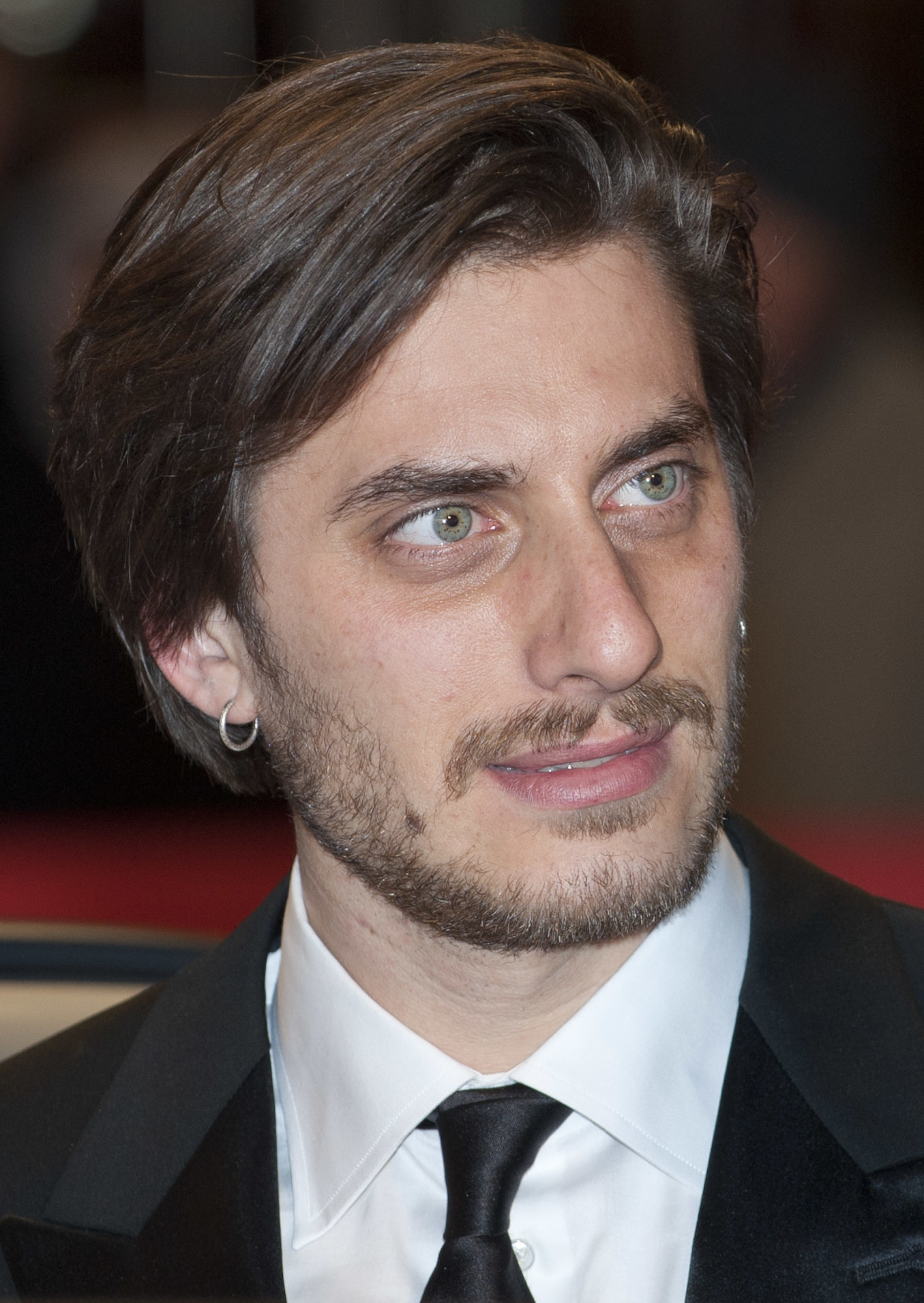
Luca Marinelli spielt Nicky
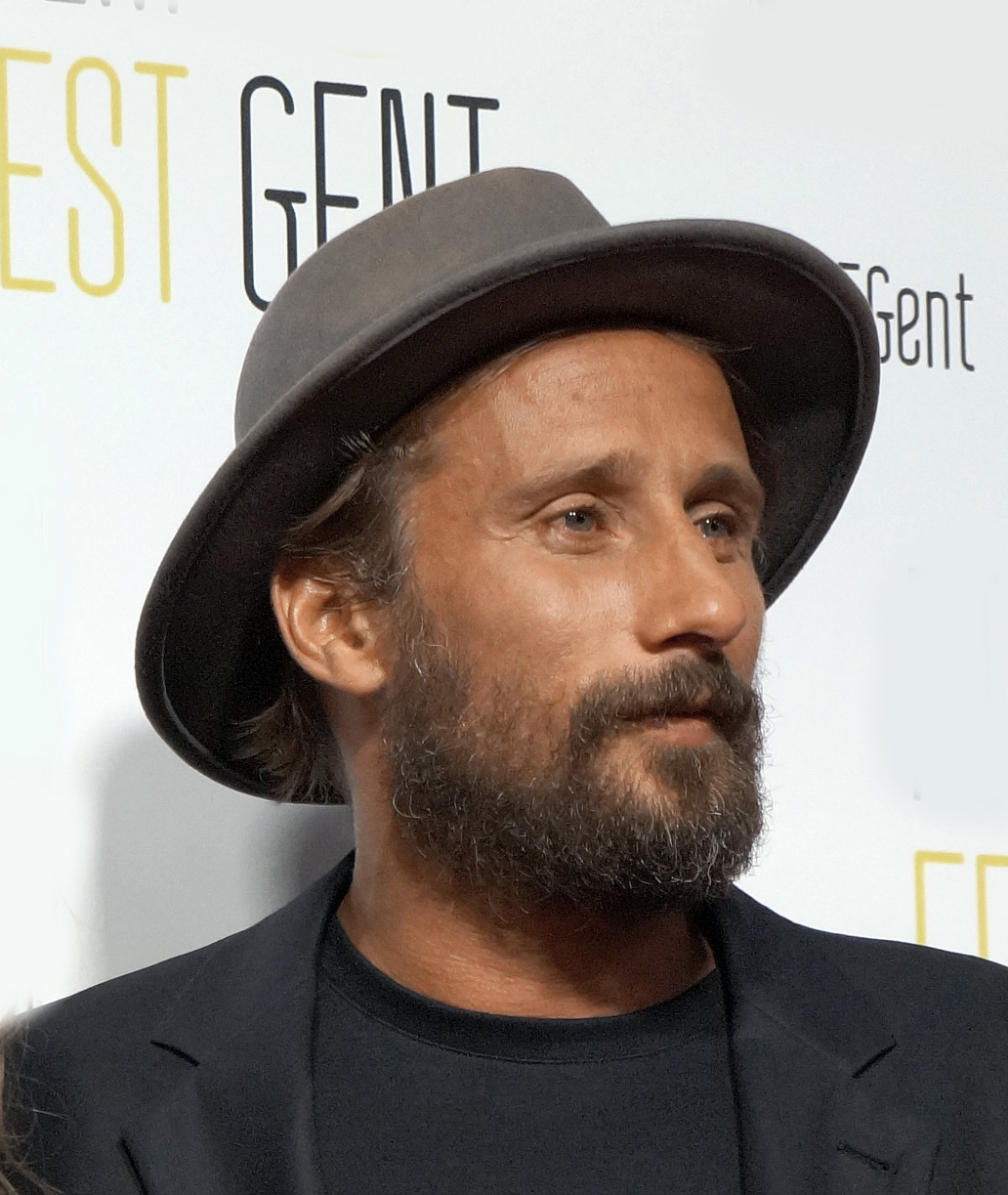
Matthias Schoenaerts spielt Sebastian le Livre genannt Booker
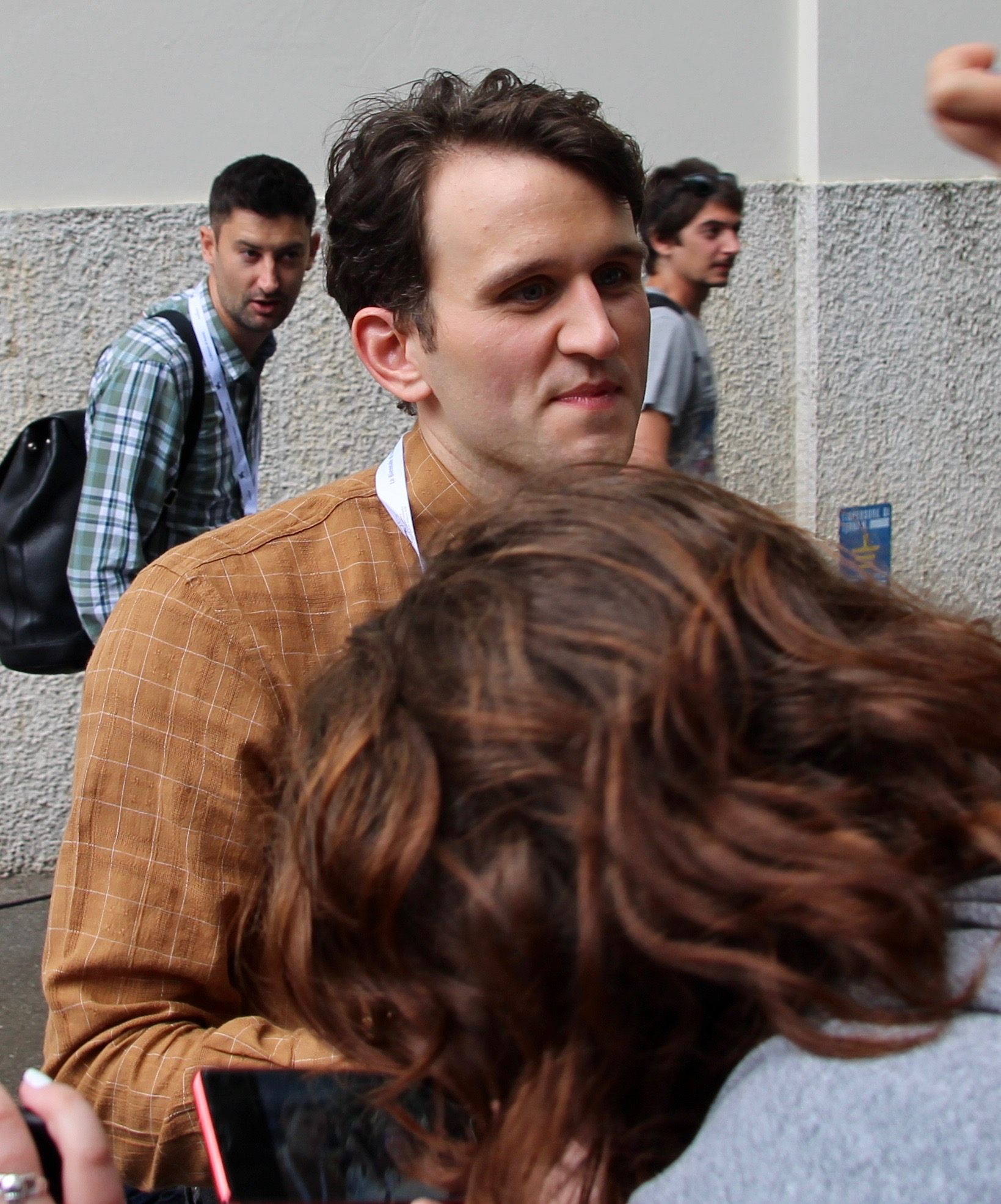
Harry Melling spielt den Pharmaunternehmer Merrick
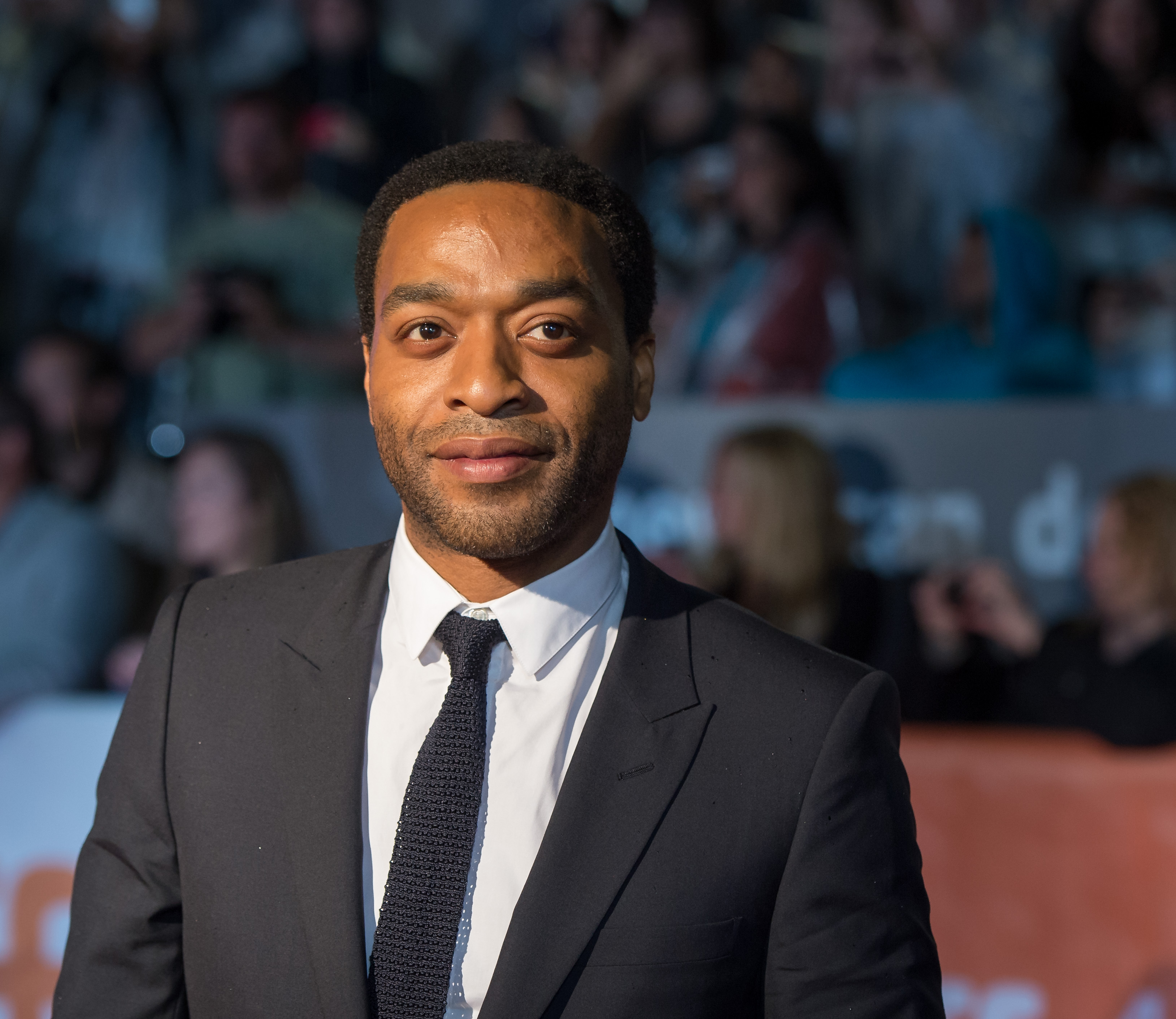
Chiwetel Ejiofor spielt Merricks Mittelsmann Copley

Charlize Theron übernahm die Rolle von Andromache of Scythia genannt Andy, dem ältesten Mitglied der Wache und deren Anführerin. Der tunesisch-niederländische Schauspieler Marwan Kenzari und der italienische Schauspieler Luca Marinelli sind in den Rollen von Joe und Nicky zu sehen, die seit Jahrhunderten ein Paar und Lebenspartner sind. Der belgische Schauspieler Matthias Schoenaerts spielt Booker, der einst im Krieg für Napoleon kämpfte. KiKi Layne übernahm die Rolle der zuletzt ins Team aufgenommenen US-Soldatin Nile Freeman. Der Bösewicht Merrick, der ein Pharmaunternehmen leitet, wird von Harry Melling gespielt, Chiwetel Ejiofor spielt seinen Mittelsmann Copley. Die vietnamesische Schauspielerin Van Veronica Ngo ist in der Rolle von Quynh zu sehen, einst Andys Weggefährtin über viele Epochen, die im Zuge der Hexenverfolgungen im Mittelalter gefangen genommen und, eingeschlossen in einem Metallsarg, ins Meer geworfen wurde.

### Dreharbeiten und Filmmusik

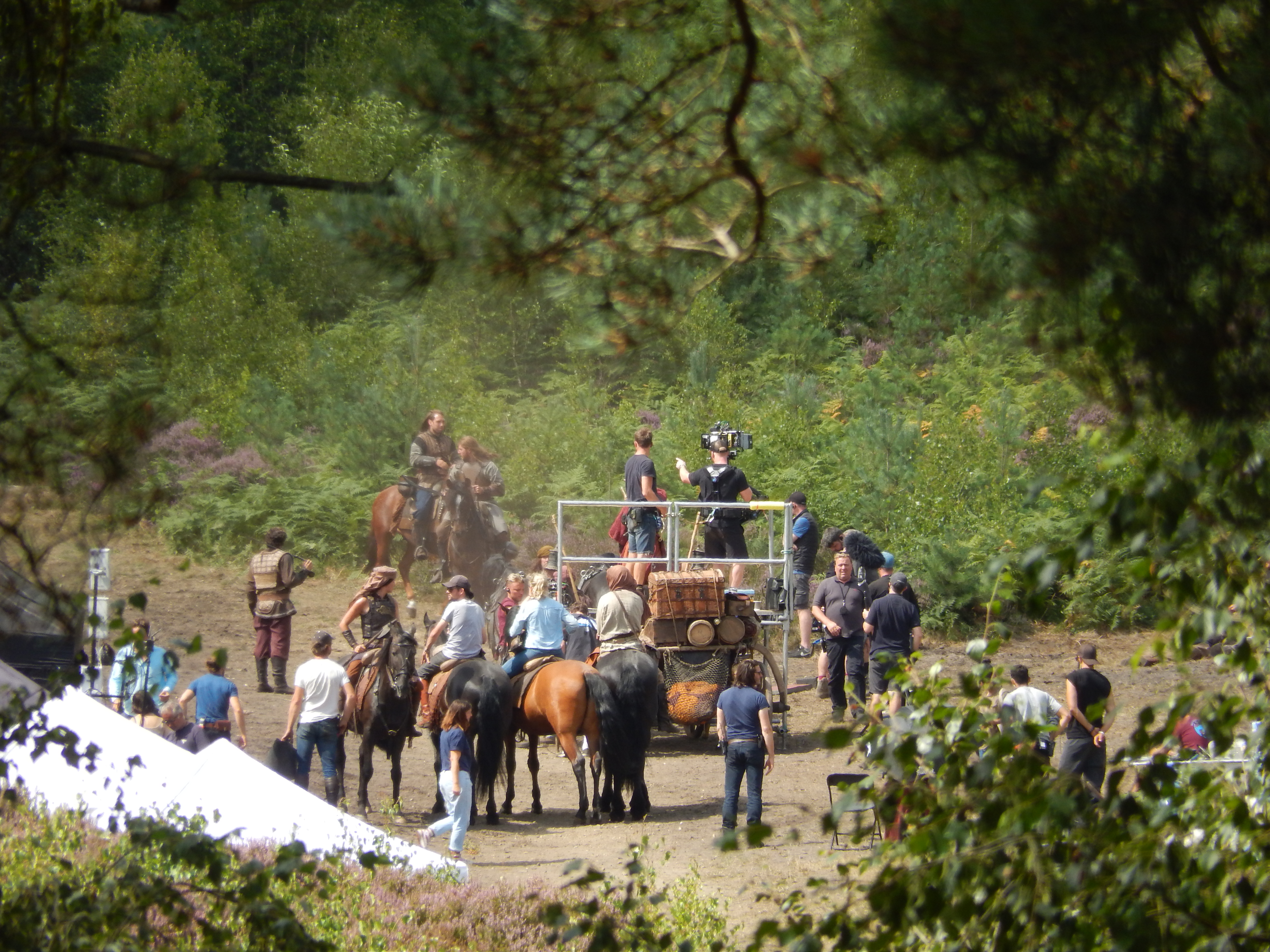
Während der Dreharbeiten in den Bourne Woods, Farnham

Die Dreharbeiten fanden im Frühjahr/Sommer 2019 in Shepperton Studios in Surrey, an weiteren Orten im Vereinigten Königreich und in Marokko statt, das Afghanistan und Südsudan als Kulisse diente. Als Kameraleute fungierten Barry Ackroyd, der 2010 für seine Arbeit an The Hurt Locker eine Oscar-Nominierung erhielt, und Tami Reiker, die in den letzten Jahren überwiegend im Fernsehbereich arbeitete.
Die Filmmusik komponierten Volker Bertelmann und Dustin O’Halloran. Das Soundtrack-Album, das insgesamt 24 Musikstücke umfasst, wurde am 10. Juli 2020 von Lakeshore Records als Download veröffentlicht.

### Marketing und Veröffentlichung
Ein erster Trailer wurde im Mai 2020 vorgestellt. Am 10. Juli 2020 wurde der Film in das Programm von Netflix aufgenommen.

### Fortsetzung
The Old Guard wurde als Trilogie konzeptioniert. Im Januar 2021 wurde bekannt, dass eine Fortsetzung offiziell von Netflix bestellt wurde. Als Regisseurin wurde Victoria Mahoney verpflichtet. The Old Guard 2 wurde am 2. Juli 2025 auf Netflix veröffentlicht.

## Rezeption

### Altersfreigabe
In den USA erhielt der Film von der MPAA ein R-Rating, was einer Freigabe ab 17 Jahren entspricht, und wird in Deutschland von Netflix ab 16 Jahren empfohlen.

### Kritiken und Abrufe
Der Film wurde von 80 Prozent aller bei Rotten Tomatoes erfassten Kritiker positiv bewertet, womit er aus den 21. Annual Golden Tomato Awards als Zweitplatzierter in der Kategorie Comic Book Movies der Filme des Jahres 2020 hervorging. Bei Metacritic erhielt der Film einen Metascore von 70 von 100 möglichen Punkten. Immer wieder wurde dabei die Choreografie der Kampf- und Action-Szenen positiv hervorgehoben, die die Mitglieder der Wache wie ein lang eingespieltes Team erscheinen lasse.
Besonders wenn das gesamte Team zusammen kämpft, sei dies ein absoluter Knaller, so Joshua Yehl von IGN: „Sie sind wie eine gut geölte Maschine – ein schönes Detail, das zeigt, was ein paar hundert Jahre Teamarbeit bewirken können.“ Doch auch wenn sie all die Jahre immer wieder als Waffen eingesetzt wurden, die man buchen kann, verliehen Joe und Nicky als offen schwules Paar der Geschichte eine unglaubliche Menge an Wärme und Menschlichkeit. Dass diese unsterblichen Söldner Klingenwaffen aus ihrer ursprünglichen Zeit zusammen mit modernen Schusswaffen verwenden, verleihe den Actionszenen ein zusätzliches Flair, so Yehl.
Karsten Munt vom Filmdienst bemerkt in seiner Kritik, The Old Guard verhandele viele der existenziellen Fragen in etwas unbeholfenen Dialogen, schaffe es aber immer wieder, Bilder zu finden, die das über die Jahrtausende gesammelte Leid einfangen: „Bilder, die dem Zuschauer die Frage aufdrängen, wie viele der Tode, die Andy und ihre Gefährten durchlitten haben, Suizide waren. Erinnerungen wie die an den immer wieder erlebten Tod der Gefährtin lasten wie ein Fluch auf den Unsterblichen. Auf der Segensseite steht dagegen oft nur die Fähigkeit, den Kampf für das Gute zumindest körperlich unversehrt zu überstehen.“
Bilge Ebiri bemerkt in Vulture, auch wenn Gina Prince-Bythewood, die früher vor allem für ihre romantischen Filme Love & Basketball und Beyond the Lights bekannt war, nicht die erste Wahl für eine Comic-Verfilmung über eine Gruppe unsterblicher Superhelden zu sein scheint, merke man bereits nach ein paar Minuten, was für eine inspirierte Wahl sie ist. Was Love & Basketball und Beyond the Lights so besonders machte, sei nicht nur die Romantik gewesen, sondern auch Prince-Bythewoods Geduld, wenn sie ihre Figuren mit der Kamera beobachtete, ohne sie sofort zu einem emotionalen Höhepunkt zu führen. Diese Art von Intimität sei natürlich nützlich, eine Liebesgeschichte zu erzählen, doch wenn man diese auf Comics und Superhelden übertrage, komme eine andere Art von Alchemie zum Vorschein: „Eine übernatürliche Action-Fantasy fängt an, sich herzzerreißend real anzufühlen.“ Auch wenn die Handlung von The Old Guard nicht besonders neu ist, könne man sich in sie hineinversetzen. Diese Figuren fühlten sich an, als würden sie sich wirklich seit Jahrhunderten kennen, mit all der Komplexität, Verbitterung und Loyalität, die man erwarte, und so seien auch die Kampfszenen kreativ choreografiert, so Ebiri. Dass sich der Film nie auf schnelle Schnitte verlassen muss, um schlechte Action zu vertuschen, sei ein zusätzlicher Segen.
In der Woche nach dem Start des Films belegte er täglich einen der vorderen Plätze in den Netflix-Top-10 der meistgeschauten Inhalte. Damit gehört The Old Guard zu den zehn meistgesehenen Netflix-Filmen aller Zeiten, wie der Streamingdienst selbst via Twitter bekannt gab.

### Auszeichnungen
Black Reel Awards 2021
- Nominierung als Beste Nebendarstellerin (Kiki Layne)[25]

Critics’ Choice Super Awards 2021
- Auszeichnung als Bester Superheldenfilm
- Nominierung als Bester Schauspieler in einem Superheldenfilm (Chiwetel Ejiofor)
- Nominierung als Beste Schauspielerin in einem Superheldenfilm (Kiki Layne)
- Nominierung als Beste Schauspielerin in einem Superheldenfilm (Charlize Theron)[26][27]

GLAAD Media Awards 2021
- Nominierung in der Kategorie Outstanding Film – Wide Release[28]

Hollywood Music in Media Awards 2021
- Nominierung für die Beste Filmmusik – Science-Fiction-Film[29]

NAACP Image Awards 2021
- Auszeichnung für die Beste Regie (Gina Prince-Bythewood)[30]

People’s Choice Awards 2020
- Nominierung als Bester Film des Jahres
- Nominierung als Bester Actionfilm des Jahres
- Nominierung als Beste Filmschauspielerin (Charlize Theron)
- Nominierung als Bester Filmstar in einem Actionfilm (Charlize Theron)[31]

Saturn Awards 2021
- Nominierung als Beste Comicverfilmung
- Nominierung für die Beste Regie (Gina Prince-Bythewood)
- Nominierung als Beste Hauptdarstellerin (Charlize Theron)

## Synchronisation
Die deutsche Synchronisation entstand nach einem Dialogbuch und der Dialogregie von Heike Kospach im Auftrag der Berliner Synchron GmbH Wenzel Lüdecke.
| Darsteller           | Synchronsprecher          | Rolle                        |
| -------------------- | ------------------------- | ---------------------------- |
| Charlize Theron      | Bianca Krahl              | Andromache of Scythia / Andy |
| Matthias Schoenaerts | Patrick Winczewski        | Sebastian Le Livre / Booker  |
| Marwan Kenzari       | Asad Schwarz              | Yusuf Al-Kaysani / Joe       |
| Chiwetel Ejiofor     | Torben Liebrecht          | Copley                       |
| Anamaria Marinca     | Carmen Katt               | Dr. Meta Kozak               |
| Joey Ansah           | Kevin Kraus               | Keane                        |
| Harry Melling        | Constantin von Jascheroff | Merrick                      |
| Kiki Layne           | Lea Kalbhenn              | Nile Freeman                 |
| Veronica Ngo         | Christina Wöllner         | Quynh                        |

Der italienische Schauspieler Luca Marinelli hat seine Rolle „Nicolo di Genova / Nicky“ in der deutschen Sprache selbst synchronisiert.